# Plecoptera costinotata
Plecoptera costinotata är en fjärilsart som beskrevs av Alfred Ernest Wileman och Reginald James West 1929.
Plecoptera costinotata ingår i släktet Plecoptera och familjen nattflyn. Inga underarter finns listade i Catalogue of Life.